# Shanne Braspennincx
Shanne Braspennincx (Turnhout, Bélgica, 18 de maio de 1991) é uma ciclista neerlandesa que compete na modalidade de pista, especialista nas provas de velocidade por equipas e keirin.
Ganhou duas medalhas de prata no Campeonato Mundial de Ciclismo em Pista em 2015 e 2018, e quatro de bronze no Campeonato Europeu de Ciclismo em Pista entre 2014 e 2019. Nos Jogos Europeus de 2019 obteve duas medalhas, prata na prova de keirin e bronze em velocidade por equipas.
Conquistou o ouro no keirin em Tóquio 2020.

## Medalhas em competições internacionais
| Campeonato Mundial | Campeonato Mundial        | Campeonato Mundial | Campeonato Mundial     |
| Ano                | Lugar                     | Medalha            | Competição             |
| ------------------ | ------------------------- | ------------------ | ---------------------- |
| 2015               | Saint-Quentin (França)    | Medalha de prata   | Keirin                 |
| 2018               | Apeldoorn (Países Baixos) | Medalha de prata   | Velocidade por equipas |
| Jogos Europeus     |                           |                    |                        |
| Ano                | Lugar                     | Medalha            | Competição             |
| 2019               | Minsk (Bielorrússia)      | Medalha de prata   | Keirin                 |
| 2019               | Minsk (Bielorrússia)      | Medalha de bronze  | Velocidade por equipas |
| Campeonato Europeu |                           |                    |                        |
| Ano                | Lugar                     | Medalha            | Competição             |
| 2014               | Baie-Mahault (França)     | Medalha de bronze  | Velocidade por equipas |
| 2014               | Baie-Mahault (França)     | Medalha de bronze  | Keirin                 |
| 2017               | Berlim (Alemanha)         | Medalha de bronze  | Velocidade por equipas |
| 2019               | Apeldoorn (Países Baixos) | Medalha de bronze  | Velocidade por equipas |